# Wikipédia en lingala
Wikipédia en lingala (en lingala : Wikipedia na Lingála) est l’édition de Wikipédia en lingala, langue bantoue parlée principalement en république démocratique du Congo et en république du Congo. L'édition est lancée en janvier 2004 mais dans les faits en janvier 2005. Son code est : ln.
Au 19 juin 2025, l'édition en lingala contient 4 778 articles et compte 14 573 contributeurs, dont 41 contributeurs actifs et 4 administrateurs.

## Présentation

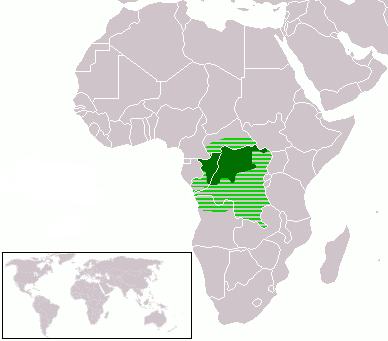
Aire de diffusion du lingala.

## Statistiques
- Le 12 mars 2015, l'édition en lingala compte 2 109 articles et 5 436 utilisateurs enregistrés[3], ce qui en fait la 203e[4] édition linguistique de Wikipédia par le nombre d'articles et la 215e[5] par le nombre d'utilisateurs enregistrés, parmi les 287 éditions linguistiques actives.
- Le 12 octobre 2022, elle contient 3 293 articles et compte 11 958 contributeurs, dont 25 contributeurs actifs et 4 administrateurs.
- Le 15 septembre 2024, elle contient 4 064 articles et compte 13 763 contributeurs, dont 47 contributeurs actifs et 5 administrateurs.